# Aage Frandsen
Aage Valdemar Harald Frandsen (Kopenhagen, 18 oktober 1890 - Kopenhagen, 24 maart 1968) was een Deens turner. 
Frandsen was onderdeel van de Deense ploeg die olympisch goud won in de landenwedstrijd vrij systeem in 1920.

## Resultaten

### Olympische Zomerspelen
| Jaar | Plaats    | Resultaten                         |
| ---- | --------- | ---------------------------------- |
| 1920 | Antwerpen | in de landenwedstrijd vrij systeem |